# 1995-ös Dakar-rali
Az 1995-ös Dakar-rali 1995. január 1-jén rajtolt Granadában és  január 15-én ért véget Dakarban.  A 17. alkalommal megrendezett versenyen 95 motoros 86 autós és 24 kamionos egység indult.

## Útvonal
| Szakasz | Dátum      | Honnan          | Hová            | Össztáv (km) |
| ------- | ---------- | --------------- | --------------- | ------------ |
| 1       | január 1.  | Granada         | Motril          | 275          |
| 2       | január 2.  | Nador           | Er Rachidia     | 619          |
| 3       | január 3.  | Er Rachidia     | Ouarzazate      | 574          |
| 4       | január 4.  | Ouarzazate      | Goulimine       | 646          |
| 5       | január 5.  | Goulimine       | Smara           | 486          |
| 6       | január 6.  | Smara           | Asuerd          | 585          |
| 7       | január 7.  | Asuerd          | Zouérat         | 628          |
|         | január 8.  | Pihenőnap       |                 |              |
| 8       | január 9.  | Zouérat         | Chinguetti      | 514          |
| 9       | január 10. | Chinguetti      | Tidjikja        | 348          |
| 10      | január 11. | Tidjikja        | Ayoûn el Atroûs | 429          |
| 11      | január 12. | Ayoûn el Atroûs | Bakel           |              |
| 12      | január 13. | Bakel           | Labé            | 632          |
| 13      | január 14. | Labé            | Tambacounda     | 820          |
| 14      | január 15. | Tambacounda     | Dakar           | 565          |

## Végeredmény
A versenyt összesen 27 motoros, 58 autós és 18 kamionos fejezte be.

### Motor
|    | Versenyző            | Motor  |
| -- | -------------------- | ------ |
| 1. | Stéphane Peterhansel | Yamaha |
| 2. | Jordi Arcarons       | Cagiva |
| 3. | Edi Orioli           | Cagiva |

### Autó
|    | Versenyző           | Motor      |
| -- | ------------------- | ---------- |
| 1. | Pierre Lartigue     | Citroën    |
| 2. | Bruno Saby          | Mitsubishi |
| 3. | Sinodzuka Kendzsiró | Mitsubishi |

### Kamion
|    | Versenyző          | Motor |
| -- | ------------------ | ----- |
| 1. | Karel Loprais      | Tatra |
| 2. | Yoshimasa Sugawara | Hino  |
| 3. | Vlastimil Buchtyár | Tatra |